# Linhomoeus undulatus
Linhomoeus undulatus är en rundmaskart som beskrevs av Christian Wieser 1959. Linhomoeus undulatus ingår i släktet Linhomoeus och familjen Linhomoeidae. Inga underarter finns listade i Catalogue of Life.